# ريمي غروسو
ريمي غروسو (بالفرنسية: Rémy Grosso)‏ هو لاعب اتحاد الرغبي فرنسي، ولد في 4 ديسمبر 1988 في ليون في فرنسا.

## وصلات خارجية
- ريمي غروسو عل موقع إسبنسكروم (الإنجليزية)
- ريمي غروسو على موقع ItsRugby.co.uk (الإنجليزية)